# LGBT aux Tonga
Les personnes lesbiennes, gays, bisexuelles et transgenres (LGBT) aux Tonga sont confrontées à des défis juridiques que ne connaissent pas les résidents non LGBT. L'homosexualité est illégale aux Tonga et passible d'une peine maximale de dix ans d'emprisonnement, mais la loi n'est pas appliquée.
La société tongane est socialement conservatrice et religieuse. Ainsi, le gouvernement tongan exige que toutes les références religieuses sur les médias audiovisuels soient conformes aux croyances chrétiennes dominantes. Le mélange de valeurs conservatrices et de lois de l'époque coloniale construit un climat de peur, de discrimination et d'homophobie pour les personnes LGBT. Avec Kiribati, les Tonga sont le seul pays polynésien qui n'a pas signé ou exprimé son soutien à la « déclaration conjointe de 2011 sur la fin des actes de violence et des violations connexes des droits de l' homme fondées sur l' orientation sexuelle et l' identité de genre» aux Nations unies, qui condamne la violence et la discrimination envers les personnes LGBT.
Plusieurs Tongans gays ou lesbiennes émigrent en Australie ou en Nouvelle-Zélande afin de se protéger de l'homophobie.

## Histoire
Les Tonga, tout comme le reste de la Polynésie, étaient tolérantes envers les relations homosexuelles et les personnes transgenres avant l'arrivée du christianisme,,,. Cependant, l'arrivée des missionnaires européens à la fin du XVIIIe siècle change l'acceptation sociale et les premières lois anti-gay aux Tonga sont promulguées. Les missionnaires convertissent la population locale au christianisme.

### Fakaleiti
Traditionnellement, la culture tongane soutient les personnes sous la forme du fakaleiti (également connu sous le nom de fakafefine ; littéralement comme une dame ). Les fakaleiti ,à l'instar des fa'afafine des Samoa et des māhū d'Hawaï, sont des personnes assignées masculines mais qui agissent, s'habillent et se comportent comme des femmes. Elles sont traditionnellement été acceptés par la société tongane. Cependant, à l'époque moderne, les Tonga ont une communauté religieuse puissante et ont récemment connu une montée du fondamentalisme et du fanatisme religieux. Ainsi, les fakaleiti tendent à être régulièrement victimes de discrimination et de stigmatisation, bien qu'elles fassent partie intégrante de la culture tongienne . Le travestissement est illégal aux Tonga en vertu des lois héritées de l'ancien Empire britannique.
On pense que les fakaleiti jouent traditionnellement un rôle domestique important dans la vie communautaire des Tonga et étaient souvent appelées à aider la famille royale.
Malgré la discrimination et le harcèlement, la communauté fakaleiti organise un concours annuel de beauté intitulé Miss Galaxy Pageant, qui est parrainé par le gouvernement des Tonga et des entreprises locales.

## Légalité de l'activité sexuelle entre personnes de même sexe
L'activité sexuelle homosexuelle consensuelle masculine et la sodomie hétérosexuelle sont illégales aux Tonga en vertu de la loi sur les infractions pénales et passibles d'une peine maximale de 10 ans d'emprisonnement. Les contrevenants peuvent aussi être fouettés en guise de punition s'ils sont reconnus coupables.
Article 136. Sodomie et bestialité. Quiconque sera reconnu coupable du crime de sodomie avec une autre personne sera passible, à la discrétion du tribunal, d'un emprisonnement n'excédant pas dix ans.
Le viol masculin est également illégal aux Tonga :
Article 137. Agression avec intention de sodomie. C'est une infraction pour une personne d'agresser une autre personne avec l'intention de commettre une sodomie.
Article 138. Attentat à la pudeur sur l'homme. C'est un délit pour une personne de commettre un attentat à la pudeur contre un homme.
Article 139. Tentative de sodomie, attentat à la pudeur sur un homme. Quiconque tentera de commettre ledit crime abominable de sodomie ou se rendra coupable d'agression avec l'intention de le commettre ou de tout attentat à la pudeur contre une personne de sexe masculin sera passible, sur ordre du tribunal, d'une peine d'emprisonnement n'excédant pas 10 années.
Article 140. Preuve. Lors du procès de toute personne accusée de sodomie ou de relations charnelles, il ne sera pas nécessaire de prouver l'émission réelle de semence, mais l'infraction sera réputée complète sur la preuve de la pénétration uniquement.
Article 142. Coup de fouet pour certaines infractions. Chaque fois qu'un homme est reconnu coupable d'une infraction aux articles ... 136 et 139 de la présente loi, le tribunal peut, à sa discrétion, au lieu ou en plus de toute peine d'emprisonnement autorisée en vertu de la présente loi, ordonner que la personne ainsi condamnée soit fouetté conformément aux dispositions de l'article 31 de la présente loi.

### Efforts de dépénalisation
Fin 2016, la Tonga Leitis Association, groupe de défense des LGBT, lance une consultation nationale avec des responsables gouvernementaux dans le but de dépénaliser l'homosexualité et le travestissement.
Selon le procureur général, il n'y a jamais eu, en 2016, de condamnations pour sodomie dans le cadre d'activités homosexuelles consensuelles .

## Reconnaissance des relations homosexuelles
Les Tonga ne reconnaissent aucune forme d'union homosexuelle .

## Protections anti-discrimination
La législation tongane ne traite pas de la discrimination fondée sur l'orientation sexuelle ou l'identité de genre dans l'emploi ou la fourniture de biens et de services.
Le Code de déontologie judiciaire de 2010 stipule qu'« un juge doit connaître et comprendre la diversité dans la société et les différences découlant de diverses sources, y compris, mais sans s'y limiter, la race, la couleur, le sexe, la religion, l'origine nationale, la caste, le handicap, l'âge, l'état matrimonial, l'orientation sexuelle, le statut social et économique et d'autres causes similaires ("motifs non pertinents")". La législation interdit aux juges de "manifester des préjugés envers toute personne ou groupe pour des motifs non pertinents".

## Conditions de vie
La société tongane se montre conservatrice et religieuse. En outre, elle connaît du fondamentalisme religieux, corrélé à une montée de la haine envers les personnes LGBT et les fakaleitis.
Tout comme le reste de la Polynésie, les démonstrations publiques d'affection, quelle que soit l'orientation sexuelle, sont mal considérées.

### Militantisme
Il existe une association LGBT connue sous le nom de Tonga Leitis Association, dirigée par Joey Mataele, personne influente de la société tongane. En 2018, le cyclone Gita, qui a détruit le bâtiment du parlement des Tonga, endommage le centre d'accueil et l'abri de l'organisation .
Le porte-drapeau des Jeux olympiques d'été de 2012 pour les Tonga Amini Fonua, est ouvertement gay. Fonua devient défenseur des droits des LGBT, parlant avec des représentants du gouvernement tongan de la nécessité de réformer les lois de l'époque coloniale des Tonga qui criminalisent l'homosexualité ,.
En 2018, Frederica Tuita Filipe, fille de la princesse royale Salote Mafileʻo Pilolevu Tuita, exprime son opposition à l'homophobie et à la discrimination.

## Statistiques
Selon les estimations de 2017 de l'ONUSIDA, il y avait environ 400 personnes transgenres aux Tonga.